# NGC 3370

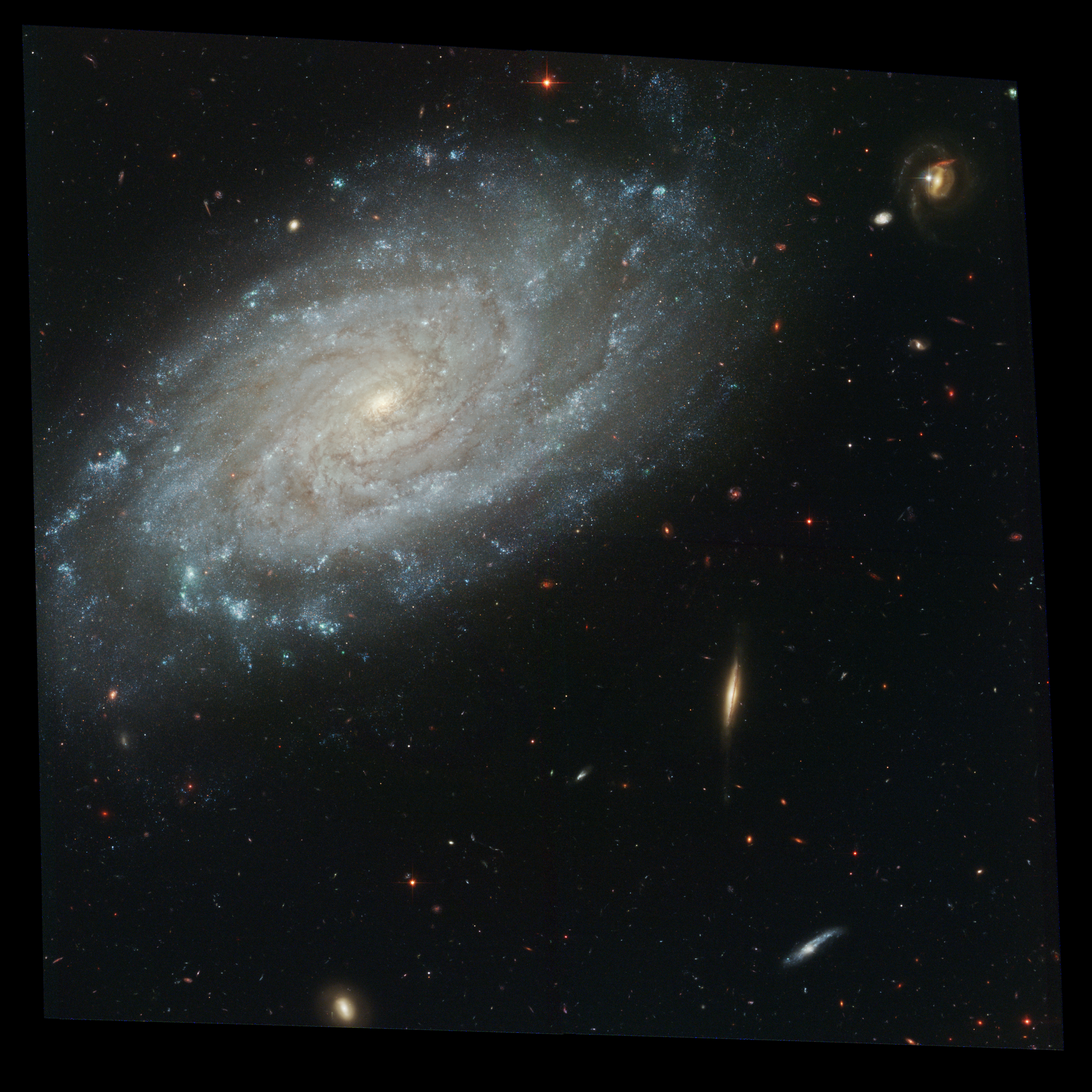
NGC 3370 par le télescope spatial Hubble.

NGC 3370 est une galaxie spirale située dans la constellation du Lion. NGC 3370 a été découverte par l'astronome germano-britannique William Herschel en 1784.

## Caractéristiques
La classe de luminosité de NGC 3370 est III et elle présente une large raie HI.

### Distance
Sa vitesse par rapport au fond diffus cosmologique est de 1 617 ± 24 km/s, ce qui correspond à une distance de Hubble de 23,9 ± 1,7 Mpc (∼78 millions d'al).
À ce jour, 53 mesures non basées sur le décalage vers le rouge (redshift) donnent une distance de 26,383 ± 4,357 Mpc (∼86,1 millions d'al), ce qui est à l'intérieur des valeurs de la distance de Hubble.

### Morphologie
NGC 3370 a été utilisée par Gérard de Vaucouleurs comme une galaxie de type morphologique SA(s)c dans son atlas des galaxies,.

## Trou noir supermassif
Selon un article basé sur les mesures de luminosité de la bande K de l'infrarouge proche du bulbe de NGC 3370, on obtient une valeur de 107,3{\displaystyle M_{\odot }} (20 millions de masses solaires) pour le trou noir supermassif qui s'y trouve.

## Supernova SN 1994ae

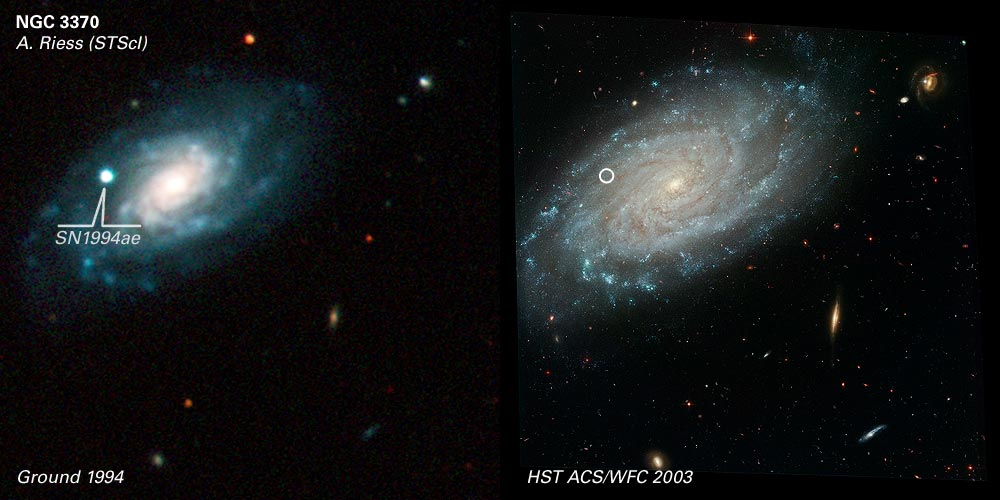
Emplacement de la supernova SN 1994ae dans NGC 3370.

La supernova SN 1994ae a été découverte le 14 novembre 1994 par S. Van Dyk et son équipe du Leuschner Observatory (en). Des observations intensives de la courbe de lumière de la supernova ont été réalisées pendant deux semaines avant que son intensité maximale soit atteinte, produisant ainsi l'enregistrement photométrique le plus complet d'une courbe de lumière d'une supernova,. Cette supernova était de type Ia, une supernova thermonucléaire,. Comme elle s'est produite dans une galaxie rapprochée, cette supernova est l'une des mieux observée de l'ère moderne. Elle a permis à cette époque, conjointement avec l'observation des céphéides de cette même galaxie, d'établir la taille et le taux d'expansion de l'Univers.

## Groupe de NGC 3370
NGC 3370 est la galaxie la plus brillante d'un groupe de galaxies qui porte son nom. Le groupe de NGC 3370 comprend au moins 4 autres galaxies : NGC 3443, NGC 3454, NGC 3455 et UGC 5945.